# Lechriodus platyceps
Espèce
Statut de conservation UICN

 LC  : Préoccupation mineure
Lechriodus platyceps est une espèce d'amphibiens de la famille des Limnodynastidae.

## Répartition
Cette espèce est endémique de Nouvelle-Guinée. Elle se rencontre en Nouvelle-Guinée occidentale en Indonésie et dans la province de Sandaun en Papouasie-Nouvelle-Guinée.

## Publication originale
- Parker, 1940 : The Australasian frogs of the family Leptodactylidae. Novitates Zoologicae, vol. 42, no 1, p. 1-107 (texte intégral).